# Drama romàntic
El drama romàntic és aquell tipus de drama que es produeix dins del període conegut com a romanticisme.

## Característiques
L'any 1833 s'introdueix el drama romàntic a Catalunya de la mà de l'escriptor Francesc Altés i Casals, amb l'obra de Los caballeros de la Banda o Mudarra.
Si bé a Catalunya les primeres peces romàntiques són en castellà, uns anys després diversos autors comencen a utilitzar, sota la influència de la Renaixença, la llengua catalana en les seves obres; a la dècada dels cinquanta, Manuel Angelon escriu el primer drama romàntic en català: La Verge de les Mercès.
En aquest període cal destacar també la figura de Víctor Balaguer, que inicia la seva producció escrivint drames històrics en llengua castellana, i més tard es converteix en autor de tragèdies com Les esposalles de la morta (1879), basada en la història de Romeu i Julieta, Raig de lluna (1879), cant a la pàtria occitanocatalana i Don Juan Serrallonga (1868), drama romàntic que obté un enorme èxit.
Durant aquests anys moltes sales de teatre particulars se substitueixen per societats que disposen d'un escenari; a Barcelona es poden arribar a comptabilitzar una trentena de grups d'aficionats.

## Autors destacats
Cap a finals dels anys seixanta del segle xix sorgeix una nova generació d'autors que seran decisius per a l'evolució del teatre català. El seu membre més destacat és Serafí Pitarra, que cultiva tant el drama com la comèdia de costums i és autor, entre d'altres, de l'obra El ferrer de tall (1874). Altres escriptors són Eduard Vidal i Valenciano, Josep Feliu i Codina, Joaquim Riera i Bertran, Conrad Roure, Valentí Almirall o Josep Maria Arnau.
La majoria d'aquests autors coincideixen —i s'influiran mútuament— en els tallers que s'organitzen en alguns pisos particulars. Aquestes trobades poden ser tant polítiques com d'entreteniment i en moltes ocasions es munten també representacions teatrals.
Els joves que s'hi reuneixen, procedents de diversos estrats socials, tenen una forta consciència política i utilitzen la literatura com a instrument per a criticar la cultura establerta amb un tractament humorístic que inclou la caricatura i la paròdia.